# Oedera multipunctata
Oedera multipunctata là một loài thực vật có hoa trong họ Cúc. Loài này được (DC.) Anderb. & K.Bremer mô tả khoa học đầu tiên năm 1991.